# Psychotria solomonensis
Psychotria solomonensis är en måreväxtart som beskrevs av Elmer Drew Merrill och Lily May Perry. Psychotria solomonensis ingår i släktet Psychotria och familjen måreväxter. Inga underarter finns listade i Catalogue of Life.